# Fullmetal Alchemist: Dual Sympathy
Fullmetal Alchemist: Dual Sympathy (鋼の錬金術師 デュアルシンパシー?, Hagane no renkinjutsushi: Dyuaru Shinpashī) è un videogioco creato dalla Bandai per Nintendo DS. Il videogioco è stato pubblicato in Giappone il 21 luglio 2005, appena due giorni prima l'uscita del primo film di Fullmetal Alchemist Il conquistatore di Shamballa, ed è stato accoppiato alla pubblicazione su PlayStation 2 di Fullmetal Alchemist 3: Kami o tsugu shōjo. Dual Sympathy è stato annunciato dalla Destineer il 12 settembre 2006 per la pubblicazione in America del Nord, ed è poi stato commercializzato effettivamente il 12 dicembre 2006.

## Personaggi
Edward Elric è l'unico personaggio giocabile nella "modalità storia". Dopo che il gioco viene completato, viene sbloccata la possibilità di scegliere altri personaggi. Diventano quindi giocabili: Alphonse Elric, Roy Mustang, Izumi Curtis, Alex Louis Armstrong, e Scar. Quando si utilizza il personaggio di Mustang, si viene accompagnati da Riza Hawkeye. Quando si utilizza il personaggio di Armstrong, si viene accompagnati da Maes Hughes. Quando si utilizza il personaggio di Izumi o Alphonse, si viene accompagnati da Edward Elric. Infine quando si utilizza il personaggio di Scar, si viene accompagnati da Alphonse.